# Энергия распада
Энергия распада — изменение энергии, которое происходит в ядре при радиоактивном распаде. 
Радиоактивный распад — процесс, при котором радиоактивое атомное ядро теряет энергию путём испускания ионизирующих частиц и излучения. В результате распада, или потери энергии, атом одного типа (называемый родительским нуклидом) преобразуется в атом другого типа (называемый продуктом распада).

## Количественное описание распада
Разность энергий ядер обычно обозначается Q:
{\displaystyle Q=\left({\text{кинетическая энергия}}\right)_{\text{после}}-\left({\text{кинетическая энергия}}\right)_{\text{до}},}
{\displaystyle Q=\left({\text{масса покоя}}\right)_{\text{до}}c^{2}-\left({\text{масса покоя}}\right)_{\text{после}}c^{2}.}
Энергия распада обычно выражается в единицах энергии МэВ (миллион электронвольт) или кэВ (тысяча электронвольт):
{\displaystyle Q{\text{ [МэВ]}}=-931.5\Delta M{\text{ [Da]}},~~({\text{где }}\Delta M=\Sigma M_{\text{продукты}}-\Sigma M_{\text{исходные }}).}
Выделяют следующие типы радиоактивного распада:
- гамма-излучение,
- бета-распад (энергия распада распределяется между испускаемым электроном и нейтрино, которое испускается одновременно),
- альфа-распад.

Энергия распада — разность масс Δm между родительским атомом и продуктами распада. Она равна энергии излучения E. Если A — активность, то есть число распадающихся атомов в единицу времени, M — молярная масса, тогда мощность излучения P равна:
{\displaystyle P=\Delta {m}\left({\frac {A}{M}}\right).}
или
{\displaystyle P=E\left({\frac {A}{M}}\right).}
или
{\displaystyle P=QA.}
Пример: 60Co распадается в 60Ni. Разность масс Δm равна 0,003 а. е.м. Испущенная энергия приблизительно равна 2,8 МэВ. Молярная масса равна 59,93. Период полураспада T равный 5,27 года соответствует активности A = N [ ln(2) / T ], где N — число атомов на моль, а T — период полураспада. С учётом перевода единиц измерения мощность излучения для 60Co составит 17,9 Вт/г.
Мощность излучения в Вт/г для некоторых изотопов:
60Co: 17,9
238Pu: 0,57
137Cs: 0,6
241Am: 0,1
210Po: 140 (Т = 136 сут)
90Sr: 0,9
226Ra: 0,02
Для радиоизотопных термоэлектрических генераторов (РИТЭГов) нужна высокая энергия распада и большой период полураспада. Чтобы уменьшить стоимость и вес радиационной защиты, предпочтение отдаётся источникам, не испускающим мощное гамма-излучение. Из вышеприведённого перечня видно, почему несмотря на чрезвычайно высокую стоимость — 238Pu, имеющий период полураспада около 80 лет и слабое гамма-излучение, используется в РИТЭГах. 90Sr имеет практически все показатели хуже, чем 238Pu: период полураспада короче, он испускает бета-излучение, а не альфа-излучение, от которого легче защититься, и испускает значительное гамма-излучение при распаде дочернего нуклида 90Y, но из-за высокого выхода продукта ядерного деления и простоты его химического отделения от остальных продуктов деления, РИТЭГи на основе титаната стронция широко использовались в труднодоступных местностях на протяжении большей части XX века. Несмотря на то, что кобальт-60 широко используется для облучения продуктов питания, его не рационально использовать в качестве изотопа для РИТЭГов, поскольку большинство его энергии распада выделяется в виде гамма-лучей, что требует существенной защиты. Более того, период полураспада 5 лет — слишком короткий для большинства задач.